# Thành cổ Warszawa
Thành cổ Warsaw (tiếng Ba Lan: Cytadela Warszawska) là một pháo đài thế kỷ 19 tại Warsaw, Ba Lan. Nó được xây dựng theo lệnh của Sa hoàng Nicholas I sau khi đàn áp cuộc nổi dậy tháng 11 năm 1830 nhằm củng cố quyền kiểm soát của đế quốc Nga đối với thành phố. Nó phục vụ như một nhà tù vào cuối những năm 1930, đặc biệt là Tòa nhà thứ mười của Thành cổ Warsaw (X Pawilon Cytadeli Warszawskiej); sau này nó là một bảo tàng từ năm 1963.

## Lịch sử

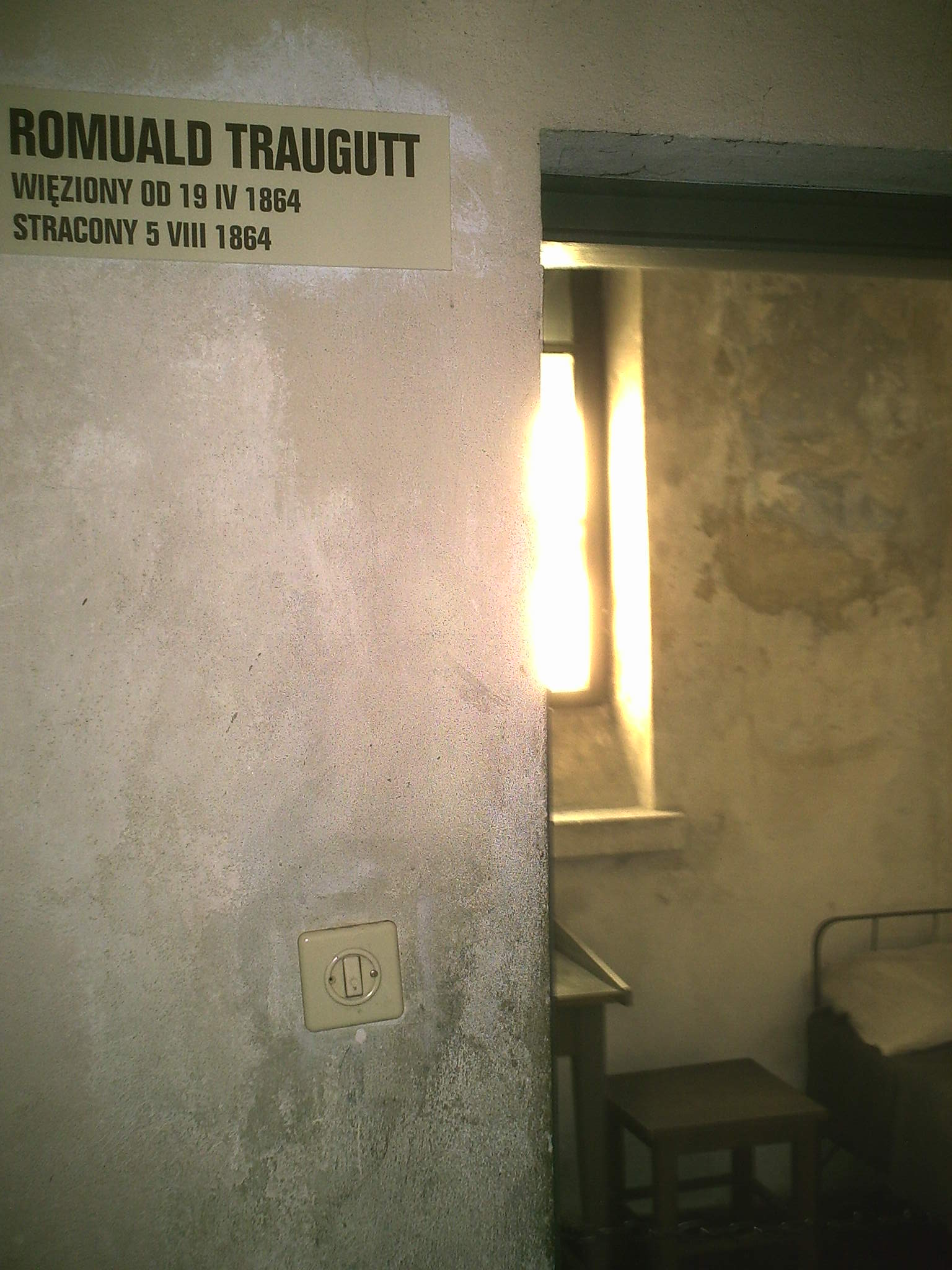
Romuald Traugutt trong Tòa nhà thứ mười

Thành cổ được xây dựng theo lệnh của Sa hoàng Nicholas I sau cuộc nổi dậy tháng 11 năm 1830. Kiến trúc sư trưởng của công trình này, Thiếu tướng Johan Jakob von Daehn (Ivan Dehn), đã sử dụng kế hoạch của tòa thành ở Antwerp làm cơ sở cho kế hoạch của riêng mình (giống như đã bị Pháp phá hủy vào cuối năm đó). Nền tảng đầu tiên được đặt bởi Nguyên soái Ivan Paskevich, phó chủ tịch của Quốc hội Ba Lan.
Pháo đài là một cấu trúc gạch hình ngũ giác với các bức tường cao bên ngoài, bao quanh khu vực có diện tích 36 ha. Việc xây dựng thành đòi hỏi phải phá hủy 76 tòa nhà dân cư và buộc tái định cư 15.000 cư dân. 

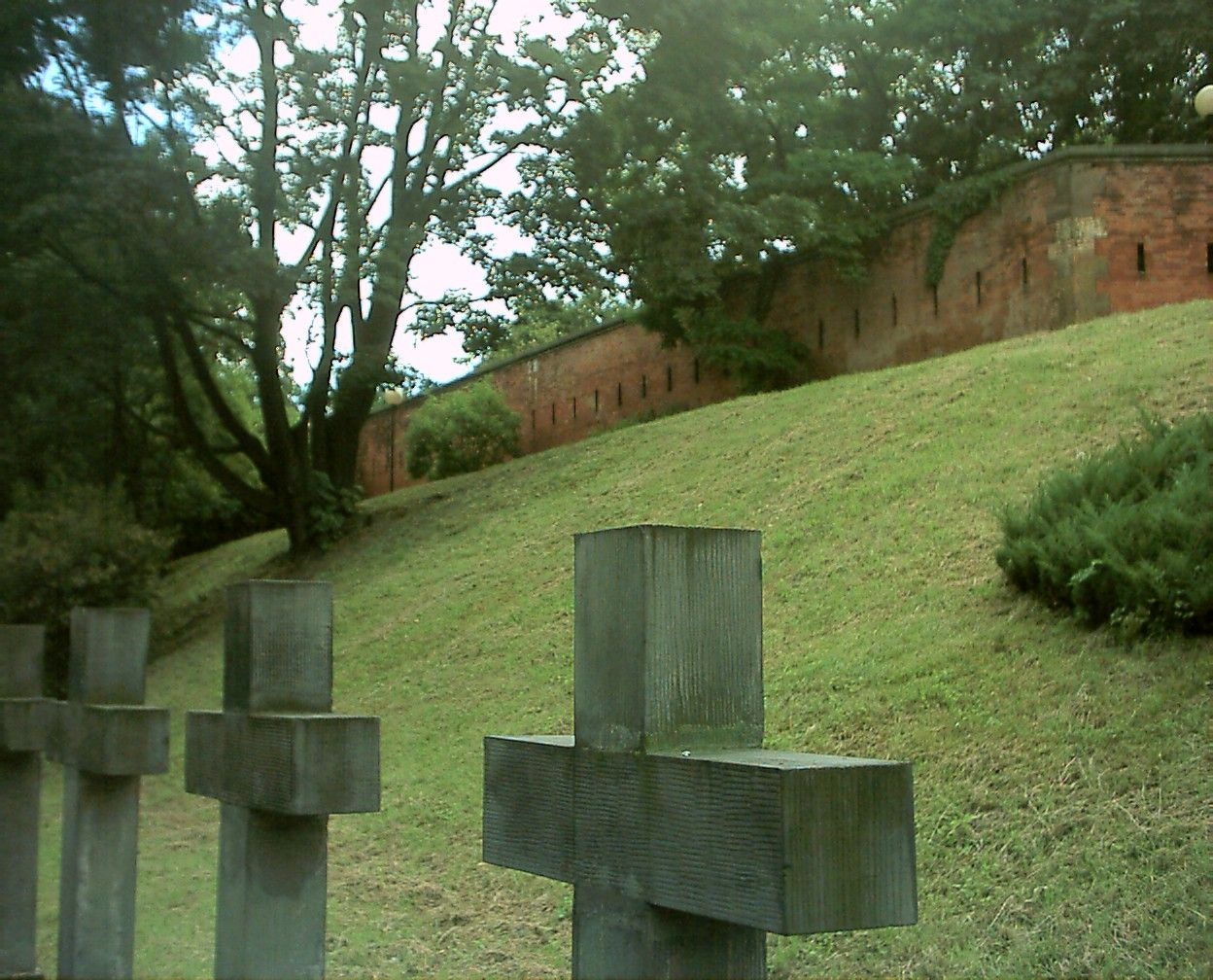
Cây thánh giá gần địa điểm thi hành án

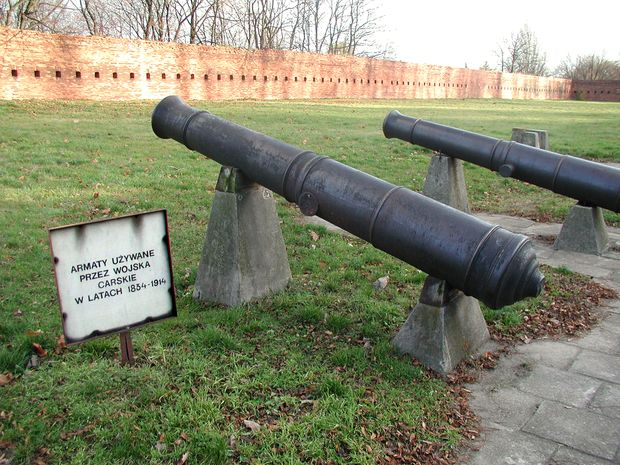
Tường và pháo Nga (nhìn từ bên trong)

Trong thời bình, khoảng 5.000 lính Nga đã đóng quân ở đó. Trong cuộc nổi dậy tháng 1 năm 1863, quân đồn trú được tăng cường hơn 16.000 lính. Đến năm 1863, pháo đài chứa được 55 khẩu pháo của nhiều loại pháo khác nhau và có thể bao phủ hầu hết trung tâm thành phố bằng hỏa lực pháo binh.
Sau khi Ba Lan giành lại độc lập vào năm 1918, Thành cổ đã được Quân đội Ba Lan tiếp quản. Nó được sử dụng làm đồn trú, trung tâm huấn luyện bộ binh và kho vật liệu. Trong cuộc nổi dậy Warsaw năm 1944, đồn trú Đức của Thành cổ đã ngăn chặn liên kết giữa trung tâm thành phố và quận Żoliborz phía bắc. Pháo đài còn tồn tại sau chiến tranh và năm 1945 lại trở thành tài sản của Quân đội Ba Lan.